# هانا سوگیساکی
هانا سوگیساکی (به ژاپنی: 杉咲 花 Sugisaki Hana) (زادهٔ ۲ اکتبر ۱۹۹۷) بازیگر و صداپیشه اهل ژاپن است که پیشتر در استارداست پروموشن شرکت کرده بود. او سابقاً تحت نام هنری هانا کاجیورا شناخته می‌شد.
از فیلم‌هایی که وی در آن نقش داشته است، می‌توان به وقتی مارنی آنجا بود، ماری و گل جادوگر، تیغه جاودانه، بلیچ و جنگ بزرگ یوکای: نگهبانان اشاره کرد.

## زندگی‌نامه
سوگیساکی کار خود را به عنوان یک بازیگر کودک با آژانس استارداست پروموشن و تحت نام هنری هانا کاجیورا (梶浦花 Kajiura Hana) شروع کرد. او برای مدتی از این صنعت کناره‌گیری کرد، اما پس از آن تصمیم گرفت که می‌خواهد بازیگر شود. او تصمیم گرفت با گروه استعدادیابی کِن-آن قرارداد امضاء کند، زیرا میرائی شیدا، که هانا یکی از طرفداران اوست، متعلق به آن آژانس استعدادیابی است. او یکبار دیگر در آوریل سال ۲۰۱۱ با کِن-آن شروع به کار کرد.